# MacDonald Hobley
MacDonald Hobley, il cui vero nome era Dennys Jack Valentine McDonald-Hobley (Port Stanley, 9 giugno 1917 – Londra, 30 luglio 1987), è stato un annunciatore televisivo, conduttore televisivo e attore britannico.
Talora veniva utilizzata anche la grafia McDonald Hobley.

## Biografia
Figlio del cappellano di marina della cattedrale di Port Stanley, nelle isole Falkland, Charles McDonald-Hobley e di Gladys Blanchard, studiò al college di Brighton. Dopo il diploma nel 1936, cominciò la carriera di attore teatrale, utilizzando due nomi d'arte: Val Blanchard e Richard Blanchard. Prima dello scoppio della seconda guerra mondiale era nel cast del Time and the Conways di John Boynton Priestley.
Durante il conflitto servì nella Royal Artillery del British Army, venendo anche coinvolto nel piano, alla fine abortito, per catturare e portare in Inghilterra Adolf Hitler. Negli ultimi mesi della guerra era a Ceylon, dove lavorava per la stazione radio delle forze armate.
Dopo la guerra fu assunto dalla BBC Television e fu uno dei primi annunciatori del rinato servizio televisivo, ruolo che ricoprì fino al 1956, quando lasciò la TV pubblica per approdare a Granada Television, parte di ITV. 
Condusse poi anche alcuni programmi tra gli anni '50 e gli anni '60, in particolare For Deaf Children (1953-55) e It's a Knockout (1966, derivato dall'italiano Campanile sera). Ritornò in BBC solo nel 1986, dove per un giornò ricoprì nuovamente il ruolo di annunciatore, su BBC Two, in occasione del cinquantennale della fondazione della BBC.
Accanto a quelle di presentatore e di annunciatore, MacDonald Hobley fu un volto noto per la partecipazione a molti film TV e telefilm, soprattutto tra gli anni '60 e '70.
Morì a Londra nel 1987, e fu sepolto all'East London Cemetery and Crematorium di Newham.

## Filmografia parziale
- Criminali sull'asfalto (Checkpoint), regia di Ralph Thomas (1956)
- Gli sfasati (The Entertainer), regia di Tony Richardson (1960)